# Ben Sowden
Ben Sowden (nascido em 23 de janeiro de 1983, em Leeds) é um ator britânico, mais conhecido pelos seus papéis como Thomas em Children's Ward (1989 e 1991); e John Reed em Jane Eyre (1997).